# Saghacetus
Saghacetus — вимерлий рід ранніх китів базилозаврид, скам'янілості якого були знайдені у верхньому еоцені (середній пріабон, від 37,2 до 33,9 мільйонів років тому) формації Каср-ель-Сага, Єгипет.
У 1879 році німецький ботанік Георг Август Швайнфурт провів багато років, досліджуючи Африку, і врешті-решт виявив першого археоцетового кита в Єгипті. Він відвідав Каср-ель-Сагху в 1884 і 1886 роках і пропустив зараз знамениту «Долину Зевглодон» на кілька кілометрів. Німецький палеонтолог Вільгельм Барнім Дамес описав матеріал, включаючи добре збережений зубний ряд, який є типовим зразком Zeuglodon osiris.
Родова назва Saghacetus була створена Гінгеріхом у 1992 році, щоб згрупувати стародавні види Dorudon osiris, D. zitteli, D. sensitivius та D. elliotsmithii в один вид, Saghacetus osiris. Цей вид відрізняється від інших представників підродини Dorudontinae меншим розміром і злегка подовженими проксимальними поперековими та хвостовими хребцями.
Saghacetus менший за свого сучасного Stromerius, обидва з яких менші за старшого Dorudon.